# المرازيق
المرازيق هم من البدو الرحل الذين يعيشون في داخل وحول مدينة دوز، تونس. يبلغ عددهم حوالي 50,000، هم أحفاد قبيلة بني سليم الذين غادروا شبه الجزيرة العربية في القرن الثامن. عاشوا أولاً في مصر، ثم ليبيا، وأخيرًا وصلوا واستقروا في تونس في القرن الثالث عشر. 